# Rayya
Rayya é uma cidade e uma nagar panchayat no distrito de Amritsar, no estado indiano de Punjab.

## Demografia
Segundo o censo de 2001, Rayya tinha uma população de 12,620 habitantes. Os indivíduos do sexo masculino constituem 53% da população e os do sexo feminino 47%. Rayya tem uma taxa de literacia de 70%, superior à média nacional de 59.5%: a literacia no sexo masculino é de 72% e no sexo feminino é de 67%. Em Rayya, 12% da população está abaixo dos 6 anos de idade.